# Adineta elongata
Adineta elongata är en hjuldjursart som beskrevs av Rodewald 1935. Adineta elongata ingår i släktet Adineta och familjen Adinetidae. Inga underarter finns listade i Catalogue of Life.